# Fontenay-sur-Vègre
Fontenay-sur-Vègre – miejscowość i gmina we Francji, w regionie Kraj Loary, w departamencie Sarthe.
Według danych na rok 1990 gminę zamieszkiwało 247 osób, a gęstość zaludnienia wynosiła 22 osoby/km² (wśród 1504 gmin Kraju Loary, Fontenay-sur-Vègre plasuje się na 1025. miejscu pod względem liczby ludności, natomiast pod względem powierzchni na miejscu 958.).